# Campionati del mondo di atletica leggera 2015 - 110 metri ostacoli
La gara dei 110 metri ostacoli maschili si è svolta tra il 26 e il 28 agosto 2015.

## Podio
| Pos.    | Atleta           | Nazionalità | Tempo |
| ------- | ---------------- | ----------- | ----- |
| Oro     | Sergej Šubenkov  | Russia      | 12"98 |
| Argento | Hansle Parchment | Giamaica    | 13"03 |
| Bronzo  | Aries Merritt    | Stati Uniti | 13"04 |

## Situazione pre-gara

### Record
Prima di questa competizione, il record del mondo (RM) e il record dei campionati (RC) erano i seguenti.
| Record                | Prestazione | Atleta                    | Data                               | Competizione  |
| --------------------- | ----------- | ------------------------- | ---------------------------------- | ------------- |
| Record mondiale       | 12"80       | Aries Merritt Stati Uniti | 7 settembre 2012 Bruxelles, Belgio |               |
| Record dei campionati | 12"91       | Colin Jackson Regno Unito | 20 agosto 1993 Stoccarda, Germania | Mondiali 1993 |

### Campioni in carica
I campioni in carica a livello mondiale e olimpico erano:
| Campione | Atleta                    | Prestazione | Data                              | Competizione         |
| -------- | ------------------------- | ----------- | --------------------------------- | -------------------- |
| Olimpico | Aries Merritt Stati Uniti | 12"92       | 8 agosto 2012 Londra, Regno Unito | Giochi olimpici 2012 |
| Mondiale | David Oliver Stati Uniti  | 13"00       | 12 agosto 2013 Mosca, Russia      | Mondiali 2013        |

### La stagione
Prima di questa gara, gli atleti con le migliori tre prestazioni dell'anno erano:
| Pos. | Atleta                   | Prestazione | Data                               |
| ---- | ------------------------ | ----------- | ---------------------------------- |
| 1    | Orlando Ortega Cuba      | 12"94       | 4 luglio 2015 Saint-Denis, Francia |
| 2    | Omar McLeod Giamaica     | 12"97       | 27 giugno 2015 Kingston, Giamaica  |
| 3    | David Oliver Stati Uniti | 12"98       | 4 luglio 2015 Saint-Denis, Francia |

## Risultati

### Qualificazioni
I primi 4 di ogni serie (Q) e i 4 migliori tra gli esclusi (q) si qualificano alle semifinali.
| Pos. | Batteria | Corsia | Nome                    | Nazionalità             | Tempo | Note |
| ---- | -------- | ------ | ----------------------- | ----------------------- | ----- | ---- |
| 1    | 3        | 7      | David Oliver            | Stati Uniti             | 13.15 | Q    |
| 2    | 5        | 7      | Aries Merritt           | Stati Uniti             | 13.25 | Q    |
| 3    | 1        | 9      | Shane Brathwaite        | Barbados                | 13.28 | Q    |
| 4    | 5        | 4      | Dimitri Bascou          | Francia                 | 13.29 | Q    |
| 5    | 5        | 8      | Sergej Šubenkov         | Russia                  | 13.31 | Q    |
| 6    | 4        | 4      | Hansle Parchment        | Giamaica                | 13.33 | Q    |
| 7    | 4        | 8      | Matthias Bühler         | Germania                | 13.35 | Q,   |
| 7    | 2        | 5      | Pascal Martinot-Lagarde | Francia                 | 13.35 | Q    |
| 9    | 4        | 6      | Aleec Harris            | Stati Uniti             | 13.41 | Q    |
| 9    | 4        | 2      | Greggmar Swift          | Barbados                | 13.41 | Q    |
| 11   | 4        | 3      | Jhoanis Portilla        | Cuba                    | 13.43 | q    |
| 11   | 3        | 3      | Garfield Darien         | Francia                 | 13.43 | Q    |
| 11   | 2        | 4      | Andrew Riley            | Giamaica                | 13.43 | Q    |
| 11   | 1        | 4      | Omar McLeod             | Giamaica                | 13.43 | Q    |
| 15   | 1        | 7      | Xie Wenjun              | Cina                    | 13.44 | Q    |
| 15   | 2        | 8      | Gregor Traber           | Germania                | 13.44 | Q    |
| 17   | 3        | 6      | Balázs Baji             | Ungheria                | 13.45 | Q    |
| 18   | 5        | 2      | Sekou Kaba              | Canada                  | 13.46 | Q    |
| 19   | 1        | 5      | Yidiel Contreras        | Spagna                  | 13.48 | Q    |
| 20   | 2        | 2      | Artur Noga              | Polonia                 | 13.49 | Q    |
| 21   | 3        | 4      | Johnathan Cabral        | Canada                  | 13.55 | Q    |
| 22   | 3        | 9      | João Vitor de Oliveira  | Brasile                 | 13.57 | q    |
| 23   | 3        | 8      | Konstadinos Douvalidis  | Grecia                  | 13.58 | q    |
| 24   | 5        | 5      | Lawrence Clarke         | Gran Bretagna           | 13.61 | q    |
| 25   | 5        | 3      | Antonio Alkana          | Sudafrica               | 13.63 |      |
| 26   | 3        | 2      | Yordan O'Farrill        | Cuba                    | 13.64 |      |
| 27   | 5        | 9      | Eddie Lovett            | Isole Vergini Americane | 13.65 |      |
| 28   | 4        | 7      | Nicholas Hough          | Australia               | 13.69 |      |
| 29   | 4        | 9      | Ben Reynolds            | Irlanda                 | 13.72 |      |
| 30   | 2        | 9      | Ronald Forbes           | Isole Cayman            | 13.78 |      |
| 31   | 2        | 7      | Jonathan Mendes         | Brasile                 | 13.86 |      |
| 32   | 4        | 5      | Milan Ristić            | Serbia                  | 13.89 |      |
| 33   | 3        | 1      | Bano Traoré             | Mali                    | 13.91 |      |
| 34   | 1        | 1      | Éder Antônio Souza      | Brasile                 | 13.96 |      |
| 35   | 1        | 2      | Jamras Rittidet         | Thailandia              | 14.00 |      |
| 36   | 1        | 6      | Wellington Zaza         | Liberia                 | 14.56 |      |
| 37   | 3        | 5      | Xaysa Anousone          | Laos                    | 14.74 |      |
|      | 1        | 3      | Mikel Thomas            | Trinidad e Tobago       | dq    |      |
|      | 1        | 8      | Alexander John          | Germania                | dq    |      |
|      | 2        | 3      | Ronnie Ash              | Stati Uniti             | dq    |      |
|      | 2        | 6      | Petr Svoboda            | Rep. Ceca               | dq    |      |
|      | 5        | 6      | Zhang Honglin           | Cina                    | dnf   |      |

### Semifinale
Qualificazione: i primi due di ogni serie (Q) e i due tempi migliori tra gli esclusi (q) si qualificano alla finale.
| Pos. | Batteria | Corsia | Nome                    | Nazionalità   | Tempo | Note                                     |
| ---- | -------- | ------ | ----------------------- | ------------- | ----- | ---------------------------------------- |
| 1    | 2        | 5      | Aries Merritt           | Stati Uniti   | 13.08 | Q,                                       |
| 2    | 1        | 6      | Sergej Šubenkov         | Russia        | 13.09 | Q                                        |
| 3    | 2        | 6      | Omar McLeod             | Giamaica      | 13.14 | Q                                        |
| 4    | 1        | 5      | Hansle Parchment        | Giamaica      | 13.16 | Q                                        |
| 4    | 3        | 6      | Dimitri Bascou          | Francia       | 13.16 | Q,                                       |
| 6    | 3        | 4      | David Oliver            | Stati Uniti   | 13.17 | Q                                        |
| 6    | 2        | 4      | Pascal Martinot-Lagarde | Francia       | 13.17 | q                                        |
| 8    | 1        | 4      | Garfield Darien         | Francia       | 13.25 | q                                        |
| 9    | 1        | 8      | Aleec Harris            | Stati Uniti   | 13.29 |                                          |
| 10   | 1        | 7      | Shane Brathwaite        | Barbados      | 13.31 |                                          |
| 11   | 3        | 5      | Matthias Bühler         | Germania      | 13.34 | Miglior prestazione personale            |
| 12   | 2        | 2      | Johnathan Cabral        | Canada        | 13.37 | Miglior prestazione personale            |
| 12   | 2        | 9      | Gregor Traber           | Germania      | 13.37 |                                          |
| 12   | 3        | 2      | Artur Noga              | Polonia       | 13.37 | Miglior prestazione personale stagionale |
| 15   | 2        | 7      | Xie Wenjun              | Cina          | 13.39 |                                          |
| 16   | 3        | 7      | Andrew Riley            | Giamaica      | 13.43 |                                          |
| 17   | 2        | 8      | Greggmar Swift          | Barbados      | 13.44 |                                          |
| 18   | 1        | 2      | João Vitor de Oliveira  | Brasile       | 13.45 | Miglior prestazione personale            |
| 19   | 3        | 9      | Balázs Baji             | Ungheria      | 13.51 |                                          |
| 20   | 3        | 3      | Lawrence Clarke         | Gran Bretagna | 13.53 |                                          |
| 21   | 3        | 8      | Yidiel Contreras        | Spagna        | 13.57 |                                          |
| 22   | 1        | 9      | Sekou Kaba              | Canada        | 13.58 |                                          |
| 23   | 1        | 1      | Petr Svoboda            | Rep. Ceca     | 13.67 |                                          |
| 24   | 2        | 3      | Konstadinos Douvalidis  | Grecia        | 13.79 |                                          |
|      | 1        | 3      | Jhoanis Portilla        | Cuba          | dnf   |                                          |

### Finale
| Pos.    | Corsia | Nome                    | Nazionalità | Tempo | Note                                     |
| ------- | ------ | ----------------------- | ----------- | ----- | ---------------------------------------- |
| Oro     | 7      | Sergej Šubenkov         | Russia      | 12"98 | Record nazionale                         |
| Argento | 8      | Hansle Parchment        | Giamaica    | 13"03 | Miglior prestazione personale stagionale |
| Bronzo  | 4      | Aries Merritt           | Stati Uniti | 13"04 | Miglior prestazione personale stagionale |
| 4       | 2      | Pascal Martinot-Lagarde | Francia     | 13"17 |                                          |
| 5       | 5      | Dimitri Bascou          | Francia     | 13"17 |                                          |
| 6       | 6      | Omar McLeod             | Giamaica    | 13"18 |                                          |
| 7       | 9      | David Oliver            | Stati Uniti | 13"33 |                                          |
| 8       | 3      | Garfield Darien         | Francia     | 13"34 |                                          |